# 산술 평균

수학과 통계학에서 산술 평균(算術平均, arithmetic mean)은 주어진 수의 합을 수의 개수로 나눈 값이다. 또는 자료값(전체변량)의 총합을 자료(변량)의 총개수로 나눈 값이다.
산술 평균은 수학과 통계학 뿐 아니라, 경제학, 인류학, 역사학 등의 많은 분야에서 빈번하게 사용된다. 일상생활에서 "평균"은 산술 평균을 의미한다.

## 정의
n개의 수 {\displaystyle a_{1},a_{2},\cdots ,a_{n}}가 있다. 이때, 이 수의 산술평균 A는 다음과 같이 정의된다.
{\displaystyle A={\frac {1}{n}}\sum _{k=1}^{n}a_{k}={\frac {a_{1}+a_{2}+\cdots +a_{n}}{n}}}
이때, 기호{\displaystyle \sum }의 정의는 다음과 같다.
{\displaystyle \sum _{k=m}^{n}a_{k}=\overbrace {a_{m}+a_{m+1}+a_{m+2}+\cdots +a_{n-2}+a_{n-1}+a_{n}} ^{n-m+1}}

## 산술 평균의 사용 예
일반적으로 산술 평균은 일정하게 변한 량의 평균을 계산하는데 쓰이기보다는 (이때는 기하 평균을 사용한다), 여러 값들이 어느 값에 치우쳐져있는지, 즉 집중경향값(集中傾向, central tendency)을 계산하기 위해 사용된다. 예를 들어, 일인당 총 소득은 사람 한 명당 총소득을 전부 더한 값을 사람 명 수로 나눈다.
또 다른 예로, 수 5, 19, 38, 42, 64, 81들의 평균 값은 다음과 같이 계산할 수 있다.
{\displaystyle {\frac {5+19+38+42+64+81}{6}}={\frac {249}{6}}=41.5}
그러나 일반적으로, 만약 수에 매우 크거나 매우 작은 값이 있다면 산술평균 값이 매우 큰 영향을 받는다. 아까와 같지만 숫자 하나를 더 추가해서 이번에는 수 5, 19, 38, 42, 64, 81, 1240983들의 평균을 계산해 보면,
{\displaystyle {\frac {5+19+38+42+64+81+1240983}{7}}={\frac {1241232}{7}}=177318.{\overline {857142}}}으로 숫자가 겨우 하나 늘어났음에도 불구하고 수의 크기에 영향을 받아 값이 이전과는 많이 다른 것을 알 수 있다.

## 같이 보기
- 평균(Mean)
- 산술-기하 평균 부등식
- 기하 평균
- 조화 평균
- 등차수열